# Adiantum camptorachis
Adiantum camptorachis är en kantbräkenväxtart som beskrevs av Sundue, J.Prado och A. R. Sm. Adiantum camptorachis ingår i släktet Adiantum och familjen Pteridaceae. Inga underarter finns listade.